# Futbol'ny Klub BATĖ
Il Futbol'ny Klub BATĖ (in bielorusso Футбольны Клуб БАТЭ?), noto come BATĖ o BATĖ Borisov, è una società calcistica bielorussa con sede nella città di Borisov. Milita nella massima divisione del campionato bielorusso e disputa le partite interne nella Borisov Arena (13 126 posti).
Fondato nel 1973, fu ricostituito nel 1996. Pur non potendo vantare un passato molto illustre nel campionato sovietico, dall'anno della rifondazione ha vinto 15 titoli bielorussi (di cui 13 consecutivi, un record) contrapponendosi all'egemonia calcistica nazionale della Dinamo Minsk. Nel suo palmarès sono presenti anche quattro Coppe di Bielorussia, vinte nel 2006, 2010, 2015 e 2019 e conseguendo nelle prime tre annate il cosiddetto double. Ha inoltre partecipato a diverse edizioni della UEFA Champions League e della Coppa UEFA, giungendo più volte alla fase a gironi della prima (prima bielorussa a riuscirci, nell'edizione 2008-2009) e ai turni preliminari della seconda.
Giocatori come Aljaksandr Hleb, Vital' Kutuzaŭ, Jury Žaŭnoŭ hanno cominciato la carriera con il BATE e sono stati punti fermi della nazionale bielorussa.

## Storia
Il club fu fondato nel 1973 con il nome di Berezina Borisov. Nell'anno della sua fondazione la squadra ottenne il diritto di giocare nella massima serie del campionato sovietico di calcio. Nel 1974, vincendo 15 partite su 18 in stagione divenne campione della Bielorussia, ma nel 1975 dovette accontentarsi del quinto posto. Nel 1976 riuscì a vincere campionato e coppa nazionale. Nel campionato bielorusso giunse quarto nel 1977 e nel 1981 e secondo nel 1978. Vinse nuovamente il titolo nel 1979. La squadra fu sciolta nel 1984.
Nel 1996 si decise di rianimare il club con il nome di Futbol'ny Klub BATĖ. Anatoly Kapsky fu eletto presidente e Yury Puntus ne divenne l'allenatore principale. Nei primi due anni della sua nuova storia il club vinse il campionato di terza divisione e si piazzò poi secondo in seconda divisione, guadagnando così la promozione in massima serie del campionato bielorusso, dove già nel 1998, nell'annata del ritorno in massima divisione, ottenne il secondo posto.
Nel 1999 prese la vetta della classifica del campionato sin dalla prima giornata e, dopo averla mantenuta sino alla fine della stagione, si laureò campione di Bielorussia per la prima volta nella propria storia. Nella stagione 1999-2000 la compagine che faceva affidamento su Alexander Hleb, Vitaly Kutuzov e il futuro allenatore Viktor Goncharenko disputò la Coppa UEFA, facendo così il proprio esordio in una competizione europea. Fu eliminato dalla Lokomotiv Mosca nel primissimo turno, quello di qualificazione.

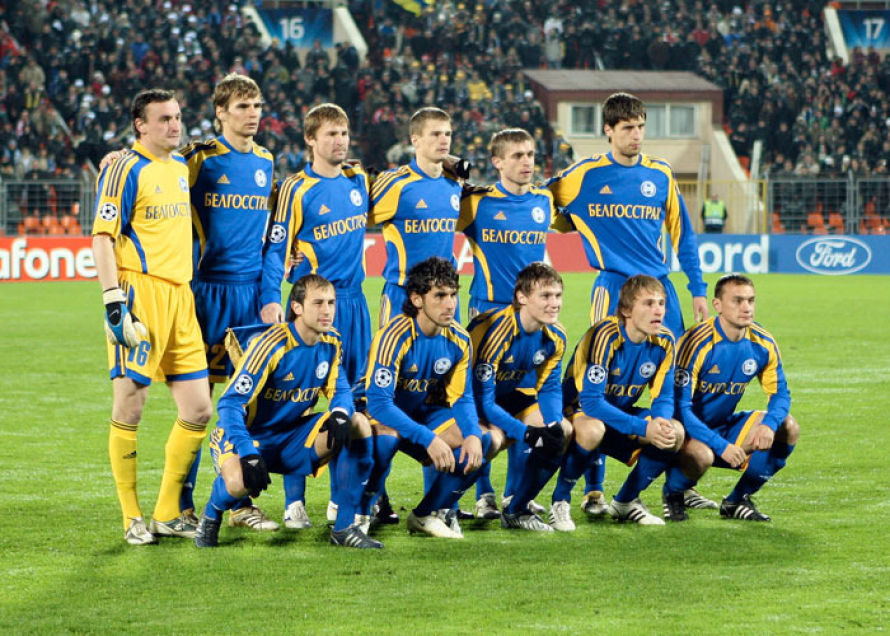
Il BATE sceso in campo contro lo nella fase a gironi di UEFA Champions League, nel novembre 2008.

Nel 2008-2009 divenne la prima squadra bielorussa a raggiungere la fase a gironi di UEFA Champions League. Il club riuscì a centrare l'obiettivo eliminando al primo turno preliminare gli islandesi del Valur, al secondo turno i quotati belgi dell'Anderlecht e al terzo turno preliminare i bulgari del Levski Sofia. Fu il terzo club, dopo l'Anorthōsis (nel 2008-2009) e il Liverpool (2005-2006), a qualificarsi per la fase a gironi di Champions dopo aver superato tutti e tre i turni preliminari. Il sorteggio della fase a gruppi non fu benevolo per la squadra di Borisov, posizionata nell'urna in quarta fascia e abbinata a Real Madrid, Juventus e Zenit San Pietroburgo, nel girone H. Dopo aver perso per 2-0 in Spagna contro il Real Madrid, il Bate pareggiò per 2-2 in casa contro la Juventus, dopo essere stato in vantaggio per 2-0. La compagine bielorussa ottenne così il primo punto nella fase a gironi della massima competizione europea. Il cammino del Bate proseguì con lo scontro con lo Zenit San Pietroburgo, finito in parità (1-1). Le successive partite si conclusero con due sconfitte con Real Madrid e Zenit, mentre contro la Juventus il BATE guadagnò un altro pareggio a reti inviolate a Torino, che non bastò ad evitare l'ultimo posto nel girone (3 pareggi e 3 sconfitte in 6 partite).
Nel 2009-2010, dopo l'eliminazione al terzo turno preliminare di Champions League contro i lettoni del Ventspils, il BATE superò i bulgari del Liteks Loveč nel play-off di Europa League, accedendo così alla fase a gironi del torneo. Nel gruppo con Benfica, Everton e AEK Atene concluse terzo, con 2 vittorie, un pareggio e tre sconfitte. La vittoria per 2-1 ottenuta a Minsk contro l'AEK il 22 ottobre 2009 fu la prima di un club bielorusso nella fase a gironi di una competizione europea. All'ultima giornata i bielorussi colsero poi un prestigioso successo (0-1) a Goodison Park contro l'Everton, già qualificato prima del match
Nel 2010-2011 i bielorussi, dopo aver eliminato l'FH Hafnarfjörður, furono eliminati dal Copenaghen in Champions League, retrocedendo così in Europa League, dove estromisero nel play-off il Marítimo, accedendo dunque alla fase a gruppi. Ottenuto il secondo posto nel raggruppamento con AZ Alkmaar, Dinamo Kiev e Sheriff Tiraspol, furono eliminati per la regola dei gol fuori casa dal Paris Saint-Germain ai sedicesimi di finale, dopo due pareggi.
Il BATE tornò nei gironi di Champions League nell'edizione 2011-2012, dopo aver eliminato Linfield, Ekranas e Sturm Graz. Nel gruppo con Barcellona, Milan e Viktoria Plzeň non andò oltre l'ultimo posto, ottenendo gli unici punti in casa del Viktoria all'esordio (1-1) e in casa contro il Milan (1-1).
Nella stagione 2012-2013 il BATE ottenne le sue prime vittorie nei gironi della Champions League, vincendo prima in trasferta contro il Lilla per 1-3, all'inaugurazione europea del nuovo stadio francese, e poi ripetendosi in casa contro il Bayern Monaco, futuro vincitore di quell'edizione. Il club di Borisov guadagnò così il terzo posto nel girone, che dava diritto all'ammissione ai sedicesimi di finale di Europa League, dove il cammino terminò per mano del Fenerbahçe.
Nella UEFA Champions League 2013-2014 la squadra fu eliminata al secondo turno preliminare dai kazaki dello Şaxter di Qarağandı.
Nell'edizione 2014-2015 della Champions League eliminò gli albanesi dello Skënderbeu, gli ungheresi del Debrecen e gli slovacchi dello Slovan Bratislava, raggiungendo la fase a gironi. Nel gruppo con Athletic Bilbao, Porto e Šachtar ottenne solo una vittoria, alla seconda giornata contro l'Athletic Bilbao in casa (2-1), rimediando cinque sconfitte e chiudendo ultimo in classifica. Con 24 reti subite in 6 partite batté il primato negativo della Dinamo Zagabria, che aveva incassato 21 reti nella fase a gironi della UEFA Champions League 2011-2012
Nella stagione 2015-2016 il BATE superò Dundalk e Partizan ed ebbe accesso alla fase a gironi, dove colse uno storico successo per 3-2 in casa contro la Roma, prima di concludere il girone con gli italiani, il Barcellona e il Bayer Leverkusen all'ultimo posto con 5 punti ottenuti (una vittoria, 2 pareggi, 3 sconfitte).
Superato il turno contro i finlandesi dell'SJK, dalla UEFA Champions League 2016-2017 il BATE uscì contro gli irlandesi del Dundalk nel terzo turno preliminare. Fu eliminato poi nel play-off di Europa League dai kazaki dell'Astana.
Nella UEFA Champions League 2017-2018 eliminò gli armeni dell'Alaškert, ma fu eliminato nel terzo turno preliminare dallo Slavia Praga. Retrocesso in Europa League, ebbe la meglio sugli ucraini dell'Oleksandrija, accedendo così alla fase a gironi, dove si piazzò ultimo nel girone, alle spalle di Arsenal, Stella Rossa e Colonia (una vittoria, 2 pareggi e 3 sconfitte).
Nella UEFA Champions League 2018-2019 eliminò i finlandesi dell'HJK e gli azeri del Qarabağ, prima di cadere nel play-off contro il PSV e retrocedere nella fase a gironi di Europa League. Inserito in un girone con Chelsea, PAOK e Fehérvár, chiude al secondo posto con 9 punti (3 vittorie e 3 sconfitte), accedendo ai sedicesimi di finale contro l'Arsenal. Nel frattempo ha vinto il campionato bielorusso del 2018, con 3 giornate di anticipo, concluso con 73 punti (nove in più dello Šachcër Salihorsk).

## Strutture

### Stadio
Il BATĖ gioca dal 2014 le partite casalinghe alla Borisov Arena, che può ospitare 13 126 spettatori. In precedenza giocava allo Stadio Haradzki.

## Allenatori
- Leu Mazurkevič (1973-1981)
- Jury Puntus (1º marzo 1996 - 30 novembre 2004)
- Ihar Kryvušėnka (1º gennaio 2005 - 12 novembre 2007)
- Viktar Hančarėnka (13 novembre 2007 - 12 ottobre 2013)
- Aljaksandr Ermakovič (12 ottobre 2013 - 31 dicembre 2017)
- Aleh Dulub (5 gennaio 2018 - giugno 2018)
- Aljaksej Baha (4 giugno 2018 - 19 dicembre 2019)
- Kiryl Alšeŭski (31 dicembre 2019 - oggi)

## Palmarès

### Competizioni nazionali
- Campionato della RSS Bielorussa: 3

1974, 1976, 1979
- Campionato bielorusso: 15  (record)

1999, 2002, 2006, 2007, 2008, 2009, 2010, 2011, 2012, 2013, 2014, 2015, 2016, 2017, 2018
- Coppa di Bielorussia: 5  (record)

2005-2006, 2009-2010, 2014-2015, 2019-2020, 2020-2021
- Supercoppa di Bielorussia: 8  (record)

2010, 2011, 2013, 2014, 2015, 2016, 2017, 2022
- Druhaja liha: 1

1996

### Altri piazzamenti
- Campionato bielorusso:

Secondo posto: 1998, 2000, 2003, 2004, 2019, 2020, 2021
Terzo posto: 2001, 2022
- Coppa di Bielorussia:

Finalista: 2001-2002, 2004-2005, 2006-2007, 2015-2016, 2017-2018, 2021-2022, 2022-2023
Semifinalista: 1998-1999, 2003-2004, 2007-2008, 2008-2009, 2016-2017
- Supercoppa di Bielorussia:

Finalista: 2012, 2018, 2019, 2021
- Peršaja Liha:

Secondo posto: 1997
- Coppa dei Campioni della CSI:

Semifinalista: 2000, 2008

## Statistiche e record

### Statistiche nelle competizioni UEFA
Tabella aggiornata alla stagione 2019-2020.
| Competizione                  | Partecipazioni | G  | V  | N  | P  | RF  | RS  |
| ----------------------------- | -------------- | -- | -- | -- | -- | --- | --- |
| UEFA Champions League         | 14             | 96 | 34 | 29 | 33 | 104 | 135 |
| Coppa UEFA/UEFA Europa League | 12             | 58 | 22 | 9  | 27 | 72  | 96  |
| Coppa Intertoto               | 1              | 6  | 4  | 1  | 1  | 10  | 2   |

## Organico

### Rosa 2021
Aggiornata al marzo 2021.
| N. |                        | Ruolo | Calciatore           |
| -- | ---------------------- | ----- | -------------------- |
| 4  | Serbia (bandiera)      | D     | Aleksandar Filipović |
| 5  | Bielorussia (bandiera) | C     | Jaŭhen Jablonski     |
| 6  | Bielorussia (bandiera) | C     | Sjarhej Volkaŭ       |
| 8  | Bielorussia (bandiera) | C     | Stanislaŭ Drahun     |
| 10 | Uzbekistan (bandiera)  | C     | Shokhboz Umarov      |
| 11 | Bielorussia (bandiera) | A     | Anton Saroka         |
| 13 | Bielorussia (bandiera) | A     | Mikalaj Sihnevič     |
| 14 | Montenegro (bandiera)  | D     | Boris Kopitović      |
| 15 | Bielorussia (bandiera) | A     | Maksim Skavyš        |
| 16 | Bielorussia (bandiera) | P     | Andrėj Kudravec      |
| 17 | Bielorussia (bandiera) | C     | Danila Njačaeŭ       |
| 19 | Bielorussia (bandiera) | C     | Dzmitryj Bjassmertny |
| 22 | Bielorussia (bandiera) | D     | Aleksey Nosko        |

| N. |                        | Ruolo | Calciatore           |
| -- | ---------------------- | ----- | -------------------- |
| 23 | Bielorussia (bandiera) | D     | Zachar Volkaŭ        |
| 25 | Russia (bandiera)      | C     | Pavel Karasëv        |
| 26 | Serbia (bandiera)      | A     | Nemanja Milić        |
| 27 | Bielorussia (bandiera) | D     | Pavel Rybak          |
| 32 | Croazia (bandiera)     | D     | Jakov Filipović      |
| 33 | Bielorussia (bandiera) | C     | Pavel Njachajčyk     |
| 35 | Bielorussia (bandiera) | P     | Anton Čyčkan         |
| 44 | Bielorussia (bandiera) | D     | Uladzislaŭ Mal'kevič |
| 48 | Bielorussia (bandiera) | P     | Dzjanis Ščarbicki    |
| 55 | Bielorussia (bandiera) | D     | Semen Lazarchik      |
| 74 | Bielorussia (bandiera) | D     | Nikita Supranovich   |
| 92 | Bielorussia (bandiera) | D     | Maksim Valadz'ko     |
|    | Bielorussia (bandiera) | A     | Ilya Vasilevich      |

### Rosa 2020
Aggiornata al febbraio 2020.
| N. |                                 | Ruolo | Calciatore            |
| -- | ------------------------------- | ----- | --------------------- |
| 3  | Bosnia ed Erzegovina (bandiera) | D     | Bojan Nastić          |
| 4  | Serbia (bandiera)               | D     | Aleksandar Filipović  |
| 5  | Bielorussia (bandiera)          | C     | Jaŭhen Jablonski      |
| 7  | Bielorussia (bandiera)          | C     | Jaŭhen Bjarozkin      |
| 8  | Bielorussia (bandiera)          | C     | Stanislaŭ Drahun      |
| 9  | Serbia (bandiera)               | A     | Bojan Dubajić         |
| 11 | Bielorussia (bandiera)          | A     | Anton Saroka          |
| 14 | Montenegro (bandiera)           | D     | Boris Kopitović       |
| 15 | Bielorussia (bandiera)          | A     | Maksim Skavyš         |
| 18 | Islanda (bandiera)              | C     | Willum Þór Willumsson |
| 19 | Bielorussia (bandiera)          | C     | Dmitriy Bessmertny    |
| 21 | Bielorussia (bandiera)          | D     | Jahor Filipenka       |
| 22 | Bielorussia (bandiera)          | C     | Ihar Stasevič         |

| N. |                        | Ruolo | Calciatore           |
| -- | ---------------------- | ----- | -------------------- |
| 23 | Bielorussia (bandiera) | D     | Zachar Volkaŭ        |
| 25 | Bielorussia (bandiera) | C     | Dzmitryj Baha        |
| 26 | Serbia (bandiera)      | A     | Nemanja Milić        |
| 28 | Bielorussia (bandiera) | P     | Aleksandr Svirskiy   |
| 33 | Bielorussia (bandiera) | C     | Pavel Njachajčyk     |
| 35 | Bielorussia (bandiera) | P     | Anton Čyčkan         |
| 43 | Bielorussia (bandiera) | C     | Aleksandr Nemirko    |
| 44 | Bielorussia (bandiera) | D     | Uladzislaŭ Mal'kevič |
| 48 | Bielorussia (bandiera) | P     | Dzjanis Ščarbicki    |
| 53 | Bielorussia (bandiera) | C     | Maksim Myakish       |
| 88 | Bielorussia (bandiera) | C     | Aljaksandr Valadz'ko |
| 94 | Francia (bandiera)     | C     | Hervaine Moukam      |
|    | Bielorussia (bandiera) | A     | Ilya Vasilevich      |